# リバース工法
リバース工法（リバースこうほう）は杭工法の一種。ドリルビットを回転させ地盤を掘削し、その土砂を孔内水とともにエアリフト方式等を用い、ドリルパイプより地上に排出する。その後、土砂を分離し水は再び孔へ循環させる。
孔壁の保護は、表層部ではケーシング（スタンドパイプ）を使用し、ケーシングより深部では、掘削泥水及び地下水の水頭圧により保護を行う。
- 施工杭径: φ800 - 3000mm
- 限界深さ: 70m程度

## 長所・欠点
- 大径（φ3.0m）で大深度（約75m位）の杭の施工も可能である。また、水上・低空頭での施工も可能。
- 特殊ビットを使用し、トルクを増すことで岩盤の掘削も可能である。
- 逆循環汚水掘削の為、砂質土が多い地盤でも崩壊せずに施工が可能。
- 低振動・低騒音で施工できる。
- 通常自然泥水で孔壁保護ができるが、水頭圧および比重の泥水管理が不十分であると孔壁崩壊を起こす事がある。
- 廃泥水の処理量が多い。
- ドリルパイプ径より大きい玉石（約15cm以上）層の掘削が困難。